# Station Janów Podlaski
Station Janów Podlaski is een spoorwegstation in de Poolse plaats Janów Podlaski.